# Medaglia Hector
La Medaglia Hector  è un premio scientifico assegnato dalla Royal Society Te Apārangi in memoria di Sir James Hector ai ricercatori che lavorano in Nuova Zelanda. Viene assegnato ogni anno a rotazione per diverse scienze – attualmente ce ne sono tre: scienze chimiche; scienze fisiche; scienze matematiche e dell'informazione. Viene assegnato a un ricercatore che "ha svolto un lavoro di grande valore scientifico o tecnologico e ha dato un contributo eccezionale al progresso del particolare ramo della scienza". In precedenza era ruotato attraverso più campi della scienza; nel 1918 erano: botanica, chimica, etnologia, geologia, fisica (compresa matematica e astronomia), Zoologia (compresa fisiologia animale). Per alcuni anni è stato assegnato ogni due anni – non è stato assegnato nel 2000, 2002 o 2004.
Nel 1991 è stato superato dalla Medaglia Rutherford come il più alto riconoscimento assegnato dalla Royal Society of New Zealand.
Il dritto della medaglia porta la testa di James Hector e il rovescio un Maori che ringhia un huia. L'ultimo avvistamento confermato di un huia vivente precede l'assegnazione della medaglia di tre anni.

## Vincitori
| Anno | Vincitore                      | Materia                  |
| ---- | ------------------------------ | ------------------------ |
| 1912 | Leonard Cockayne               | Botanica                 |
| 1913 | Thomas Easterfield             | Chimica                  |
| 1914 | Elsdon Best                    | Etnologia                |
| 1915 | Patrick Marshall               | Geologia                 |
| 1916 | Ernest Rutherford              | Fisica                   |
| 1917 | Charles Chilton                | Zoologia                 |
| 1918 | Thomas Cheeseman               | Botanica                 |
| 1919 | Philip Robertson               | Chimica                  |
| 1920 | Percy Smith                    | Etnologia                |
| 1921 | Robert Speight                 | Geologia                 |
| 1922 | Coleridge Farr                 | Fisica                   |
| 1923 | George Hudson                  | Zoologia                 |
| 1924 | Donald Petrie                  | Botanica                 |
| 1925 | Bernard Aston                  | Chimica                  |
| 1926 | Harry Skinner                  | Etnologia                |
| 1927 | Charles Cotton                 | Geologia                 |
| 1928 | Duncan Sommerville             | Matematica               |
| 1929 | G. M. Thomson                  | Zoologia                 |
| 1930 | John Holloway                  | Botanica                 |
| 1931 | William Percival Evans         | Chimica                  |
| 1932 | Te Rangi Hiroa (Peter H. Buck) | Etnologia                |
| 1933 | John Marwick, Noel Benson      | Geologia                 |
| 1934 | Charles Ernest Weatherburn     | Matematica               |
| 1935 | William Benham                 | Zoologia                 |
| 1936 | Walter Oliver                  | Botanica                 |
| 1937 | John Reader Hosking            | Chimica                  |
| 1938 | Herbert Williams               | Etnologia                |
| 1939 | Arthur Bartrum                 | Geologia                 |
| 1940 | Donald Bannerman Macleod       | Fisica                   |
| 1941 | Harold John Finlay             | Zoologia                 |
| 1942 | Harry Allan                    | Botanica                 |
| 1943 | Bob Briggs                     | Chimica                  |
| 1944 | Johannes Andersen              | Etnologia                |
| 1945 | John Henderson                 | Geologia                 |
| 1946 | Henry Forder                   | Matematica               |
| 1947 | Baden Powell                   | Zoologia                 |
| 1948 | G. H. Cunningham               | Botanica                 |
| 1949 | Robert Anthony Robinson        | Chimica                  |
| 1950 | Ernest Beaglehole              | Etnologia                |
| 1951 | Francis John Turner            | Geologia                 |
| 1952 | Keith Edward Bullen            | GeoFisica                |
| 1953 | Lance Richdale                 | Zoologia                 |
| 1954 | Lucy Cranwell                  | Botanica                 |
| 1955 | Brian Shorland                 | Chimica                  |
| 1956 | Roger Duff                     | Etnologia                |
| 1957 | Harold Wellman                 | Geologia                 |
| 1958 | Alister McLellan               | Matematica               |
| 1959 | Barry Fell                     | Zoologia                 |
| 1960 | Ted Chamberlain                | Botanica                 |
| 1961 | Harry Bloom                    | Chimica                  |
| 1962 | Ralph Piddington               | Etnologia                |
| 1963 | Charles Fleming                | Geologia                 |
| 1964 | Derek Frank Lawden             | Matematica               |
| 1965 | Richard Dell                   | Zoologia                 |
| 1966 | Jack Holloway                  | Botanica                 |
| 1967 | Con Cambie                     | Chimica                  |
| 1968 | Gilbert Archey                 | Etnologia                |
| 1969 | Doug Coombs                    | Geologia                 |
| 1970 | Brian Wybourne                 | Fisica                   |
| 1971 | Ira James Cunningham           | Zoologia                 |
| 1972 | Ted Bollard                    | Botanica                 |
| 1973 | Michael Hartshorn              | Chimica                  |
| 1974 | Herbert Dudley Purves          | Medicine                 |
| 1975 | Robert Hayes                   | Geologia                 |
| 1976 | Jack Dodd                      | Fisica                   |
| 1977 | Cam Reid                       | Zoologia                 |
| 1978 | Richard Matthews               | Botanica                 |
| 1979 | Leon Phillips                  | Chimica                  |
| 1980 | Graham Liggins                 | Medicine                 |
| 1981 | Trevor Hatherton               | Geologia                 |
| 1982 | Roy Kerr                       | Matematica               |
| 1983 | Ray Forster                    | Zoologia                 |
| 1984 | Rod Bieleski                   | Botanica                 |
| 1985 | Peter de la Mare               | Chimica                  |
| 1986 | Robin Carrell                  | Medicine                 |
| 1987 | Jim Ellis                      | Chimica                  |
| 1988 | Dan Walls                      | Fisica                   |
| 1989 | Patricia Bergquist             | Zoologia                 |
| 1990 | Peter Wardle                   | Botanica                 |
| 1991 | Warren Roper                   | Chimica                  |
| 1992 | Roger Curtis Green             | Etnologia                |
| 1993 | Dick Walcott                   | Geologia                 |
| 1994 | Geoff Stedman                  | Fisica                   |
| 1995 | Bob Jolly                      | Zoologia                 |
| 1996 | John C. Butcher                | Matematica               |
| 1997 | Ted Baker                      | Chimica                  |
| 1998 | Paul Callaghan, Jeff Tallon    | Fisica                   |
| 1999 | George Seber                   | Statistica               |
| 2000 | No award                       |                          |
| 2001 | Peter Schwerdtfeger            | Chimica                  |
| 2002 | No award                       |                          |
| 2003 | Ken MacKenzie                  | Scienza dei materiali    |
| 2004 | No award                       |                          |
| 2005 | Ian H. Witten                  | Informatica              |
| 2006 | Richard Furneaux               | Chimica                  |
| 2007 | Timothy Haskell                | Fisica                   |
| 2008 | Gaven Martin                   | Matematica               |
| 2009 | Peter Steel                    | Chimica                  |
| 2010 | Grant Williams                 | Fisica                   |
| 2011 | Rod Downey                     | Matematica               |
| 2012 | Margaret Brimble               | Chimica                  |
| 2013 | Richard Blaikie                | Fisica                   |
| 2014 | Marston Conder                 | Matematica               |
| 2015 | Ian Brown                      | Chimica                  |
| 2016 | Stéphane Coen                  | Fisica                   |
| 2017 | Sally Brooker                  | Chimica                  |
| 2018 | Matt Visser                    | Matematica Fisica        |
| 2019 | Jadranka Travaš-Sejdić         | Polimeri e nanomateriali |
| 2020 | Eamonn O’Brien                 | Teoria dei gruppi        |
| 2021 | Eric Le Ru                     | Chimica                  |